# Tutukaka Harbour

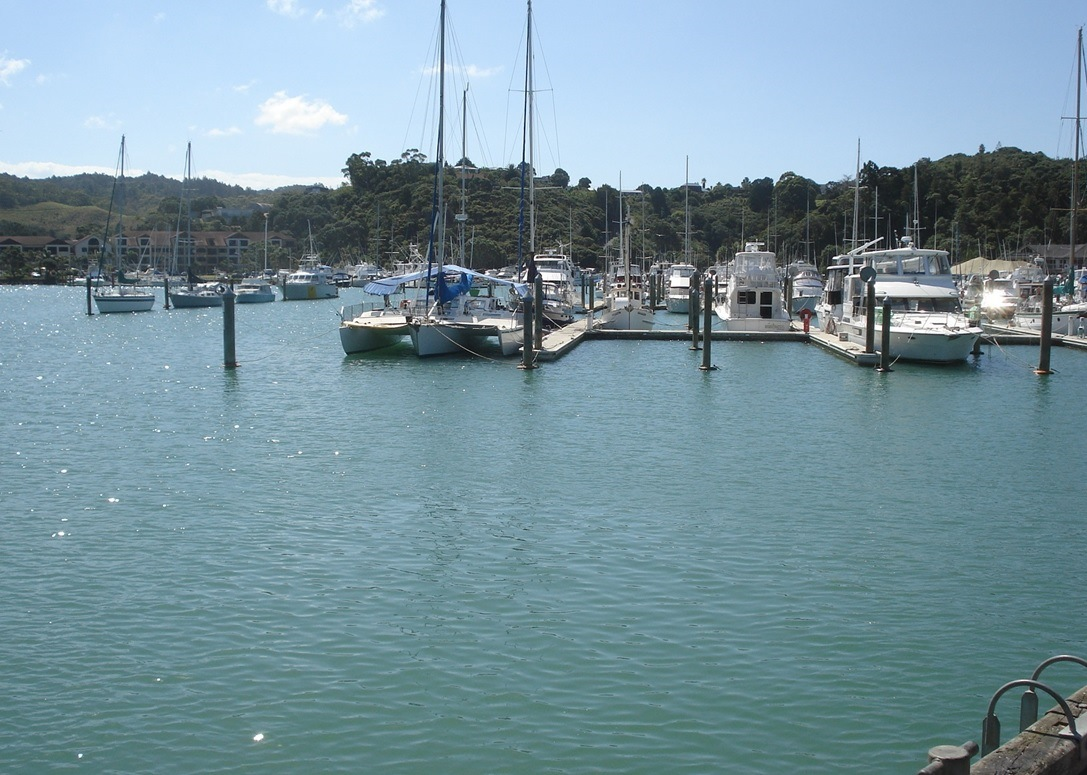
Blick in den Yachthafen des Tutukaka Harbour

Tutukaka Harbour ist ein Naturhafen in der Region Northland auf der Nordinsel von Neuseeland.

## Geographie
Der Tutukaka Harbour befindet sich rund 22 km nordöstlich von Whangārei an der Ostküste der Northland Peninsula. Der rund 1,5 km2 große Naturhafen besitzt eine Länge von 1,87 km und eine maximale Breite von 680 m. Der Hafeneingang hat eine Breite von Land zu Land von rund 560 m, da sich aber im Eingangsbereich einige Inseln befinden, verringert sich die Durchfahrt auf lediglich 190 m. Neben denen den Hafeneingang verengende Felseninseln befindet sich ziemlich zentral im Hafengebiet die 200 m × 107 m große Insel Philip Island.
Zu erreichen ist der Tutukaka Harbour über eine nördlich von Whangārei vom New Zealand State Highway 1 nach Osten abzweigende Landstraße, die über Ngunguru führt.

## Flora
Der größte Teil des Hafengebietes geht nicht über eine Tiefe von 5 m hinaus. Vor allem die Randbereiche und die Buchten in der oberen Hälfte des Naturhafens sind versandet oder mit Schlickablagerungen versehen. Vor allem diese Flachwasserbereiche weisen ein Pflanzenreichtum auf. Während Untersuchungen im Jahr 1980 wurden 164 verschiedene Spezies festgestellt, elf von ihnen erstmals in Neuseeland dokumentiert.

## Yachthafen
Am nordwestlichen Ende des Naturhafens befindet sich bei der Siedlung Tutukaka der 350 m × 235 m große Yachthafen, von dem aus Segeltörns in den Pazifischen Ozean möglich sind.